# Maarn vasútállomás
Maarn vasútállomás vasútállomás Hollandiában,  Maarn városában.

## Vasútvonalak
Az állomást az alábbi vasútvonalak érintik:
- Amsterdam–Arnhem-vasútvonal
- Kesteren-Amersfoort-vasútvonal

## Kapcsolódó állomások
A vasútállomáshoz az alábbi állomások vannak a legközelebb:
- Driebergen-Zeist vasútállomás (Amsterdam–Arnhem-vasútvonal)
- Veenendaal-De Klomp vasútállomás (Amsterdam–Arnhem-vasútvonal)
- Veenendaal West vasútállomás (Kesteren-Amersfoort-vasútvonal)